# Nielsine Petersen

Nielsine Caroline Petersen (født 10. juli 1851 i Nyrup ved Nykøbing Sjælland, død 26. november 1916 i Hellerup) var en dansk billedhugger.
Hun var datter af skibsfører Mads Petersen (1875-1884) og Kirstine født Madsen (1826-ca. 1885). Hun havde fra barn vist lyst til tegning og modellering, men først efter at hun havde gennemgået en hård sygdom, fik hun i sit 24. år tilladelse til at ofre sig for kunsten. Hun kom nu til København og besøgte i nogen tid Vilhelm Kyhns tegneskole, hvorefter hun blev elev af August Saabye. Dog har hun også nydt undervisning dels hos J.A. Jerichau, dels reliefmodellering af Theobald Stein, Hun udstillede første gang på Charlottenborg Forårsudstilling i 1880, vandt i 1883 den Neuhausenske Præmie for En dansende faun, fik derpå i de følgende år understøttelser til sine studiers fortsættelse, dels af Kultusministeriet til studieophold i Paris, dels 1884 af J.J. Levins Legat, 1886 af Den Hielmstierne-Rosencroneske Stiftelse, 1887, 1888 og 1895 af Den Raben-Levetzauske Fond. I oktober 1887 vandt hun den lille guldmedalje for relieffet Naomi siger farvel til sine sønnekoner (nu i Gentofte Kirke), i 1889 fik hun Akademiets rejsestipendium (2000 kr.) og 1890 et tillæg af 1000 kr., efter at hun forinden i 1889 havde konkurreret forgæves til den store guldmedalje med relieffet Jakob tilvender sig sin fader Isaks velsignelse. Sit stipendium anvendte hun mest til et længere ophold i Paris, hvor hun på Salonen fik "hædrende omtale" for Ismail.
I 1893 vandt hun halvdelen af Eibeschütz' Præmie for statuen Ismail. Det arbejde, som har vakt mest opmærksomhed var udstillet allerede 1884, En dreng, som fisker krabber, hvoraf et eksemplar i bronze blev købt til Statens Museum for Kunst, medens hun solgte fire eksemplarer i gips til private. Også af En dansende faun solgte hun flere eksemplarer. 1895 udstillede hun på Kvindernes Udstilling.
Nielsine Petersen fik mange opgaver for det danske hof. Hun havde til at begynde med atelier i Bredgade i København og derefter i en villa på Hultmannsvej i Hellerup, hvor hun ofte modtog besøg af fyrstelige personer. I 1901 blev hun inviteret på et elleve dage langt besøg på Buckingham Palace af dronning Alexandra og Edward VII.
Hun er begravet på Hellerup Kirkegård, hvor hendes gravmæle er udført af Andreas Clemmensen.
Petersen er gengivet i nogle avistegninger, bl.a. 1908.

## Hæder
- 1883: De Neuhausenske Præmier
- 1884: J.J. Levins Legat
- 1886: Den Hielmstierne-Rosencroneske Stiftelse
- 1887, 1888 og 1895: Den Raben-Levetzauske Fond
- 1889 og 1890: Akademiets stipendium
- 1890: Mention honorable, Parisersalonen
- 1893: Eibeschütz' Præmie
- 1907: Det anckerske Legat
- 1908: Ingenio et arti
- Officier de l'Académie Française
- Den russiske fortjenstmedalje
- Sankt Anna Ordenens bånd
- Den engelske guldmedalje for kunst og videnskab